# Michael Grenda
Michael Ronald Grenda OAM (ur. 24 kwietnia 1962 w Launceston) – australijski kolarz torowy i szosowy, złoty medalista olimpijski.

## Kariera
Największy sukces w karierze Michael Grenda odniósł w 1984 roku, kiedy wspólnie z Deanem Woodsem, Kevinem Nicholsem i Michaelem Turturem wywalczył złoty medal w drużynowym wyścigu na dochodzenie podczas igrzysk olimpijskich w Los Angeles. Na tych samych igrzyskach wystartował także w indywidualnym wyścigu na dochodzenie, który ukończył na ósmej pozycji. Dwa lata wcześniej razem z kolegami z reprezentacji zwyciężył w tej samej konkurencji na igrzyskach Wspólnoty Narodów w Brisbane. Ponadto trzykrotnie stawał na podium zawodów cyklu Six Days, przy czym w 1987 roku w Launceston był najlepszy. Startował również w wyścigach szosowych, ale nie odnosił większych sukcesów. Nigdy nie zdobył medalu na szosowych ani torowych mistrzostwach świata.
26 stycznia 1985 roku otrzymał Order of Australia. Jego ojciec Ronald oraz brat dziadka Alfred również byli kolarzami, a syn Ben jest kolarzem szosowym i torowym.